# Деєррі
Деєррі, Єррі (баск. Deierri, ісп. Yerri, офіційна назва Valle de Yerri/Deierri) — муніципалітет в Іспанії, у складі автономної спільноти Наварра. Населення — 1548 осіб (2009).
Муніципалітет розташований на відстані близько 290 км на північний схід від Мадрида, 30 км на захід від Памплони.
На території муніципалітету розташовані такі населені пункти: (дані про населення за 2009 рік)
- Альйос/Альйоц: 129 осіб
- Андія: 0 осіб
- Арандігоєн: 95 осіб
- Арісала/Аріцала: 82 особи
- Арісалета/Аріцалета: 53 особи
- Беарін: 190 осіб
- Ерауль: 63 особи
- Гросін/Горосін: 34 особи
- Ібіріку-де-Єррі/Ібіріку-Деєррі: 55 осіб
- Іруньєла: 51 особа
- Лакар: 62 особи
- Лорка: 133 особи
- Мурільйо-де-Єррі/Мурелу-Деєррі: 33 особи
- Муругаррен: 76 осіб
- Р'єсу/Ерресу: 116 осіб
- Угар: 39 осіб
- Вента-де-Урбаса/Урбасако-Бента: 0 осіб
- Сурукуайн: 62 особи
- Сабаль: 86 осіб
- Сурукуайн: 97 осіб
- Муру: 3 особи
- Аскона/Айскоа: 87 осіб
- Касетас-де-Сіріса/Сіріцако-Ечеак: 2 особи

## Демографія
Динаміка населення (INE ):

## Галерея зображень

Розташування муніципалітету